# Grandifoxus nasuta
Grandifoxus nasuta is een vlokreeftensoort uit de familie van de Phoxocephalidae. De wetenschappelijke naam van de soort is voor het eerst geldig gepubliceerd in 1936 door Gurjanova.